# Suchov
Suchov (en allemand : Suchow) est une commune du district de Hodonín, dans la Moravie-du-Sud, en République tchèque. Sa population s'élevait à 498 habitants en 2020.

## Géographie
Suchov se trouve à 15 km à l'est-sud-est de Veselí nad Moravou, à 33 km à l'est-nord-est de Hodonín, à 77 km au sud-est de Brno et à 261 km à l'est-sud-est de Prague.
La commune est limitée par Boršice u Blatnice au nord, par Slavkov à l'est, par Nová Lhota au sud et par Velká nad Veličkou à l'ouest.

## Histoire
La première mention écrite de la localité date de 1500.